# Al-Mu’tamid
Abu’l-ʿAbbās Aḥmad ibn Jaʿfar ibn Muḥammad ibn Hārūn al-Mu’tamid ʿalā’Llāh (arab. ‏أبو العباس أحمد بن جعفر‎), znany lepiej pod tytułem królewskim al-Mu’tamid ʿalā ’llāh (arab. ‏المعتمد على الله‎, Zależny od Boga; ur. 842 w Samarze, zm. 14 października 892 tamże) – piętnasty kalif Abbasydów.

## Historia
Al-Muhtadi został zdetronizowany przez tureckich dowódców. 16 lub 19 czerwca 870 roku wojsko wybrało Al-Mu’tamida na następcę i ogłosiło kalifem, nadając mu królewski tytuł al-Mu’tamid ʿalā ’llāh.
Przystąpienie Al-Mu’tamida położyło kres zamieszkom „Anarchii w Samarze”, które rozpoczęły się od zamordowania al-Mutawakkila w 861 roku. Ponadto pozycja Al-Mu’tamida została podważona od wewnątrz, ponieważ podczas zamachów stanu w poprzednich latach prawdziwa władza przypadła elitarnym wojskom tureckim i bratu al-Mu’tamida, Al-Muwaffakowi, który jako główny dowódca wojskowy kalifatu, pełnił funkcję głównego pośrednika między rządem kalifatu a Turkami. Kiedy kalif Al-Mu’tazz zmarł w 869 roku, w Bagdadzie wybuchła nawet agitacja ludowa na rzecz jego wyniesienia na kalifa.
W przeciwieństwie do swego brata, Al-Mu’tamidowi brakowało jakiegokolwiek doświadczenia i zaangażowania w politykę, a także zaplecza władzy, na którym mógłby polegać. Al-Mu’tamid szybko został zdegradowany do roli władcy figuranta, co pozostało prawdą do końca jego panowania.
Gdy Al-Mu’tamid zmarł 14 października 892 roku "najwyraźniej z powodu przejedzenia i picia", władzę jako kalif przejął Al-Mu’tadid.

## Życie prywatne
Al-Mu’tamid był synem dziesiątego kalifa Abbasydów, Al-Mutawakkila i niewolnicy z plemienia Kufan o imieniu Fitjan. Jego pełne imię brzmiało Ahmad ibn Abi Dżafar, znany był również pod imieniem odojcowskim Abu'l-Abbas, a po matce jako Ibn Fityan.